# باوزر (شخصية خيالية)
باوزر (بالإنجليزية: Bowser)‏ ، أيضاً يعرف كالـملك كوپا (King Koopa)، هو شخصية خيالية في سلسلة ألعاب فيديو «سوبر ماريو» من إنتاج نينتندو، وهو يعتبر الخصم الرئيسي في تلك السلسلة. في اليابان يعرف باوزر ببساطة كـكوپا (بالإنجليزية: Koopa ؛ باليابانية: クッパ ، كوهْپا).
باوزر هو عدو ماريو اللدود. هو قائد جنس من الوحوش تشبه السلاحف تدعى بالكوپا تروپا، وباوزر هو أقوى بني جنسه. على الرغم من أنه يعتبر خصم بسبب طموحه لخطف الأميرة بيتش وقهر «مملكة الفطر»، باوزر قد تحالف مع ماريو في بعض الألعاب. فمثلا تعاون باوزر مع ماريو لمواجهة عدو مشترك ومماثل. و هو غالباً متعجرفٌ و مغرورٌ، ينظم في معظم الأحيان لأسباب أنانية (مثل أن يحصل على قلعته من الغزاة أو استرجاع صوت الأميرة بيتش المسروق ليتمكن من خطف الأميرة من جديد).

## التأليف والفكرة
نينتندو ألفوا باوزر لأول مرة في سنة 1985.

## الميزات
نار وشوك ونادرا البرق وتحويل الاشياء والسحر والتحكم بالعقل يمكنه التلاعب بالواقع والزمان والمكان وتدمير الاكوان باستخدام حجر الحلم  والقلوب النقية والعصا النجمية 
يمكنه التلاعب بالمفاهيم والتلاعب بالقدر لن يؤثر فيه أبدا
يمكنه السفر عبر الزمن باتسخدام الألات أو بالسحر